# 聯邦調查局犯罪調查處
犯罪調查處（英語：Criminal Investigative Division，CID）是美國聯邦調查局刑事、網路、響應與服務部的一個部門，有超過4,800位外勤探員和300位分析師，是聯邦調查局最大最重要的行動單位。九一一事件後進行大幅重組，有部分人員和資源被轉移至聯邦調查局國家安全部。

## 組織
- 第一分處
  - 西半球跨國組織犯罪科
  - 東半球跨國組織犯罪科
  - 跨國犯罪企業科
  - 暴力犯罪科
  - 有組織犯罪科
  - 針對兒童暴力犯罪科
- 第二分處
  - 公共腐敗與公民權利科
  - 金融犯罪科
  - 調查支援科
  - 國家秘密行動科
- 情報分處
  - 犯罪情報科
  - 行動支援科